# Jens Böhrnsen
Jens Böhrnsen (n. 12 iunie 1949, Bremen, Germania) este un politician german din partea Partidului Social Democrat, prim-ministru și primar al orașului-land Bremen din 2005 până în 2015.
În 2010, în calitatea sa actuală de președinte al Consiliului Federal al landurilor (Bundesrat), a devenit președinte interimar al Republicii Federale Germania, după demisia abruptă a președintelui Horst Köhler la data de 31 mai 2010. Conform legilor federale, el va deține această funcție pentru o perioadă de maxim 30 de zile.
De formație este jurist și mulți ani a fost judecător.
Între 2005-2015 a fost șeful Senatului (prim-ministrul guvernului landului oraș-stat Brema) și primar al orașului Brema.